# Emilio Belenguer
Emilio Belenguer (Buena Parada, 17 de marzo de 1907-General Roca, 1992) fue un obrero y político argentino.

## Biografía
Pasó su niñez en el pueblo de Darwin y luego se mudó a Bahía Blanca, donde trabajó como obrero ferroviario. Era trabajador del Ferrocarril del Sud y fue presidente de la Unión Ferroviaria en la ciudad de Bahía Blanca.
Durante la Revolución del 43 fue delegado regional de la Secretaría de Trabajo y Previsión de la Nación en Bahía Blanca. En 1946 fue nombrado gobernador del Territorio Nacional del Neuquén, hasta el año 1949. Desde ese cargo logró la construcción de un gasoducto para proveer gas natural al Alto Valle del Río Negro.
En 1949 fue nombrado gobernador del Territorio Nacional de Río Negro. Durante su gobierno se construyeron decenas de escuelas, caminos y puentes, se realizaron obras de riego en la zona de Viedma, General Conesa y su pueblo natal, Río Colorado. Además se difundió por primera vez el agua corriente en las ciudades más importantes del Territorio. Durante su gestión se produjo la única visita a Río Negro del presidente Juan Domingo Perón y de su esposa Eva Perón, a quienes acompañó hasta San Carlos de Bariloche.  Impulsó el desarrollo de hospitales, promovió la inmigración de profesionales en esa especialidad y la creación del Parque Industrial Cipolletti: a 3,5 km al noreste del centro de la ciudad de Cipolletti. En el l contexto del Plan Quinquenal, aceleró la extensión del gasoducto de Neuquén hacia el Alto Valle; también hizo gestiones para la construcción de un camino entre Bahía Blanca y Neuquén y la creación de escuelas de oficios. Una de las características de su gestión fueron sus viajes constantes a todos los puntos del territorio, prefería un contacto directo con la gente y sus problemas. Es posible que haya sido él el primero en pensar en término de desarrollo regional. En tal sentido, creó en 1950 el Organismo de Planificación y Coordinación del Territorio de Río Negro. Belenguer entre otros importantes logros en la fue precursor del riego del Valle Inferior, desde su asunción en el cargo se comprometió con el proyecto de riego del Valle Inferior.
Durante su gestión se llegó a la construcción de 60 km de Canal Principal, con un caudal de cuarenta metros cúbicos, y algunos canales secundarios, como asimismo se construyó el edificio de la bocatoma y un descargador regulador con espacio para una pequeña central hidroeléctrica.
Ocupó ese cargo hasta junio de 1955, cuando se creó la Provincia de Río Negro. Dado que la misma aún no tenía constitución ni se habían celebrado elecciones, el mismo Belenguer fue nombrado Comisionado Nacional en esa provincia. En junio de 1955, cuando por medio de la Ley 14.406 Río Negro fue declarada provincia, ocupó el cargo de comisionado federal, mandato que abría paso a la primera elección del gobernador. Este proceso se interrumpió por el golpe de Estado de ese año.  Fue arrestado tras el golpe de Estado que instaura la dictadura autodenominada golpe de Estado de septiembre de ese año, por razones políticas en Viedma, permaneciendo preso varios meses. Tras recuperar su libertad se estableció en una chacra cerca de Río Colorado, donde producía duraznos, peras y manzanas.
En las elecciones de febrero de 1962 fue elegido diputado nacional por el neoperonismo, cuando en Río Negro triunfó el peronismo con Arturo Llanos como candidato a gobernador, Belenguer fue elegido diputado nacional. Pero nunca asumió porque aquellas elecciones se anularon, cayó el presidente Frondizi y el Congreso fue disuelto. Volvió a dedicarse a la política a partir de 1973, cuando fue elegido senador nacional, ocupando también el cargo de presidente de la Comisión de Agricultura y Ganadería del Senado, cargo que desempeñó hasta el 24 de marzo de 1976, cuando un nuevo golpe de Estado disolvió las instituciones democráticas.
Vivió en General Roca hasta su muerte, en 1992. En su homenaje un edificio de viviendas propiedad del Instituto de Desarrollo del Valle Inferior de Viedma lleva el nombre Edificio Idevi Gobernador Emilio Belenguer.